# Керзон, Мэри Виктория
Мэри Виктория Керзон, баронесса Керзон Кедлстонская (англ. Mary Victoria Curzon; 27 мая 1870 — 18 июля 1906) — британская светская дама американского происхождения, вице-королева Индии. Жена вице-короля Индии Джорджа Натаниэля Керзона, 1-го маркиза Керзона Кедлстонского.
Как вице-королева Индии, занимала наивысший официальный титул в истории всех американских женщин до неё.

## Биография
Родилась в семье богатого американского бизнесмена швейцарско-немецкого происхождения, торговца сухими продовольственными товарами. В 1881 году вместе с семьёй переехала в Вашингтон, округ Колумбия, со временем вошла в элитный круг столичного общества. Получила домашнее образование: изучала французский язык, училась танцам, пению, музыке и искусству с домашними учителями и французскими гувернантами. Профессор Колумбийского университета преподавал ей историю, арифметику, химию. Совершила длительное путешествие за границу.
Посол США в Великобритании Т. Баярд в 1894 году ввёл Марию в лондонское общество. Здесь она познакомилась с 35-летним Дж. Керзоном, членом парламента Великобритании от консервативной партии.

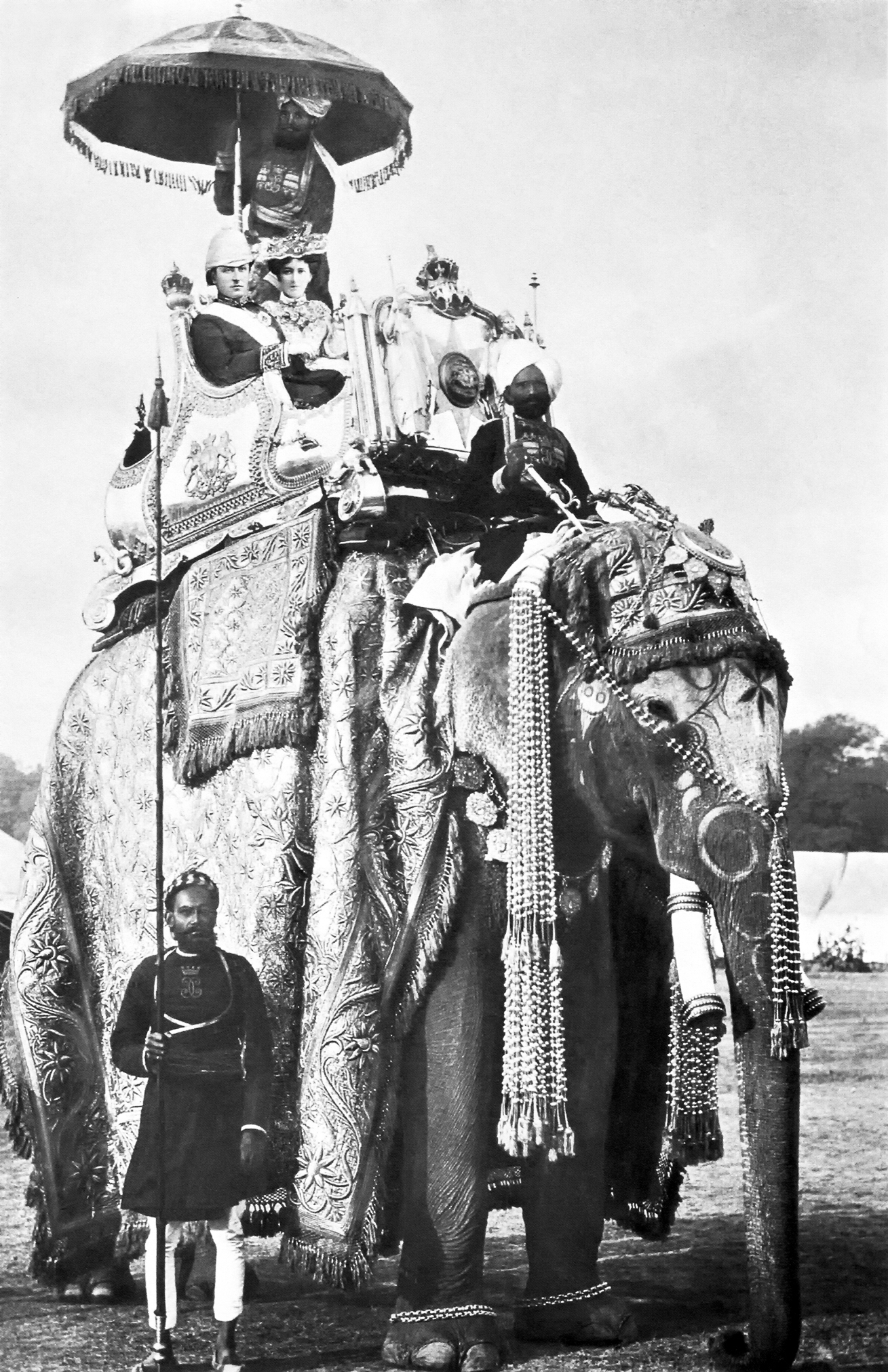
Генерал-губернатор Индии Дж. Керзон и леди Керзон на слоне. Дели. Индия, 29 декабря 1902 года

22 апреля 1895 года Мэри Лейтер и Джордж Керзон поженились.
Мэри сыграла важную роль в переизбрании своего мужа в Палату лордов той же осенью. Считалось[кем?], что его успех объясняется большей частью неотразимым обаянием его жены, чем его собственными выступлениями.
Летом 1898 года её муж был назначен на должность вице-короля Индии, был возведён в Пэрство Ирландии в качестве барона Керзона из Кедлстона.
В конце 1899 года они прибыли в Бомбей, а затем переехали в Калькутту. Леди Керзон активно участвовала в деятельности мужа, способствовала развитию инфраструктуры Индии, особенно шёлкового ткачества, вышивке и других художественных промыслов, продаже индийских товаров на рынках Европы. Среди клиентов была её подруга и ведущий британский модельер леди Люси Дафф Гордон. Леди Керзон занималась реформированием больниц и обучению местных врачей и медсестёр. Для этой цели в Бангалоре ею была основана больница леди Керзон.
Индийский поэт Рам Шарма упомянул о ней в своем приветственном обращении к лорду Керзону из Кедлстона:

«Роза из роз яркая

Видение воплощенного света».

Другой объявил её:

«Как алмаз, вставленный в золоте,

полная луна в ясном осеннем небе»

## Награды
- Дама Большого креста Королевского Викторианского ордена
- Дама Ордена Индийской империи
- Орден Звезды Индии

## Семья
В браке с Джорджем Керзоном родила три дочери: Мэри Ирену, Синтию и Александру Налдеру. Этот союз был счастливым, и смерть жены в 1906 году была для Джорджа большой потерей.

## Портреты Мэри Виктории Керзон

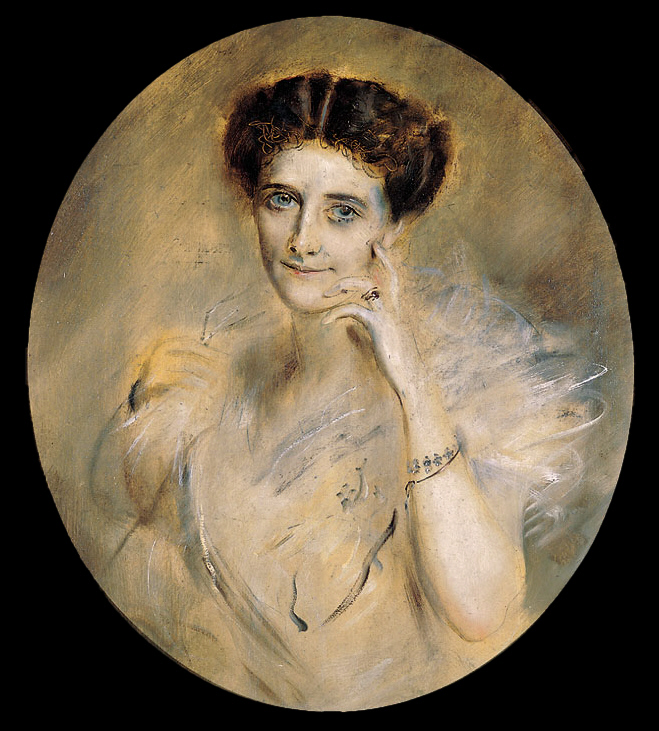
Портрет Мэри Виктории Керзон кисти худ. Франца фон Ленбаха
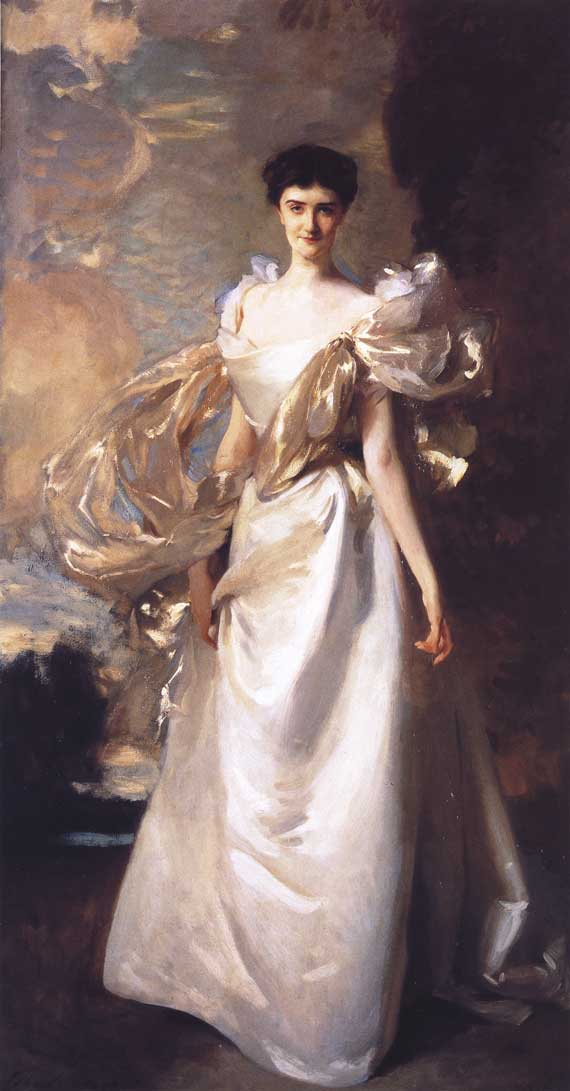
Портрет Мэри Виктории Лейтон кисти худ. Джона Сингера Сарджента
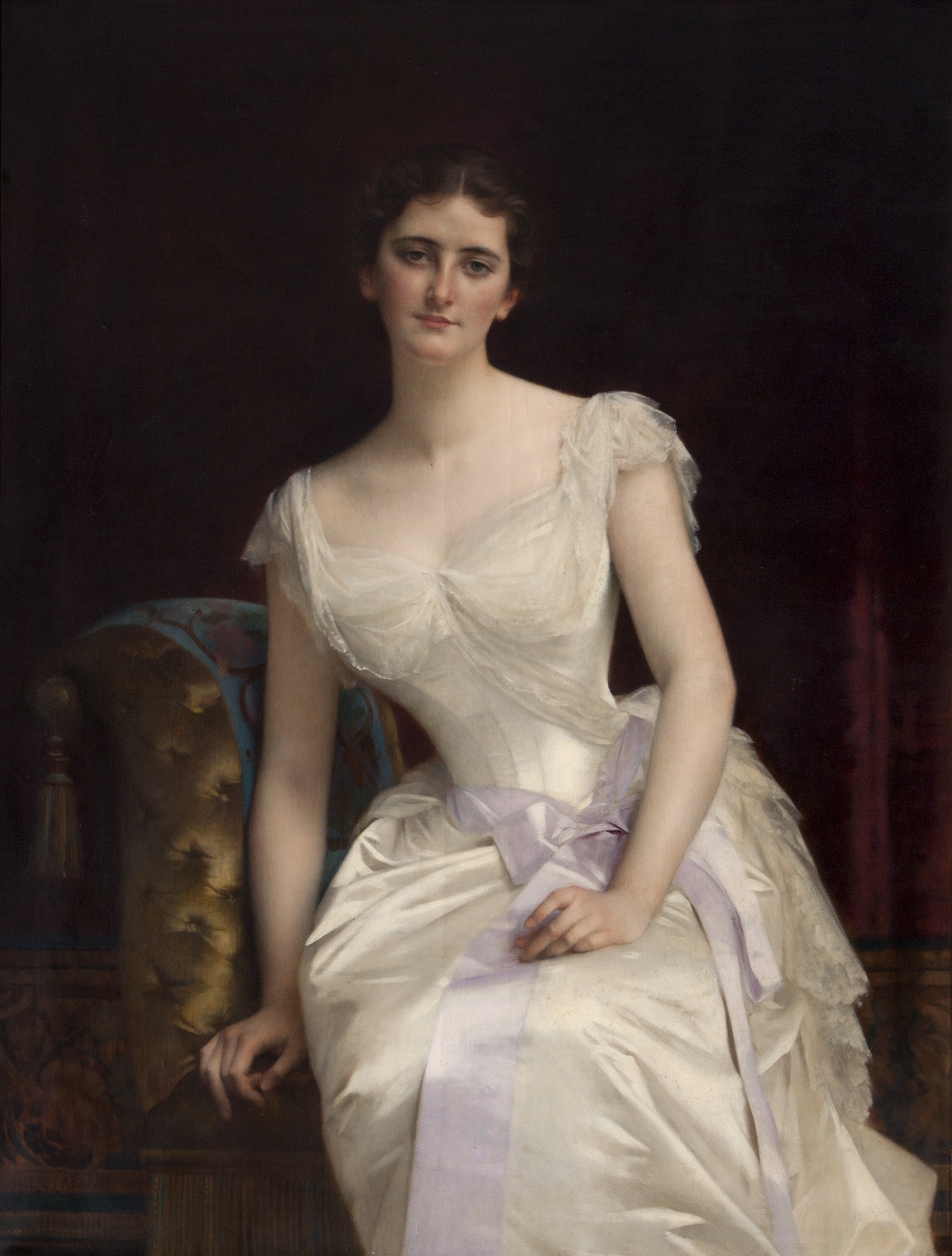
Портрет 1887 г.
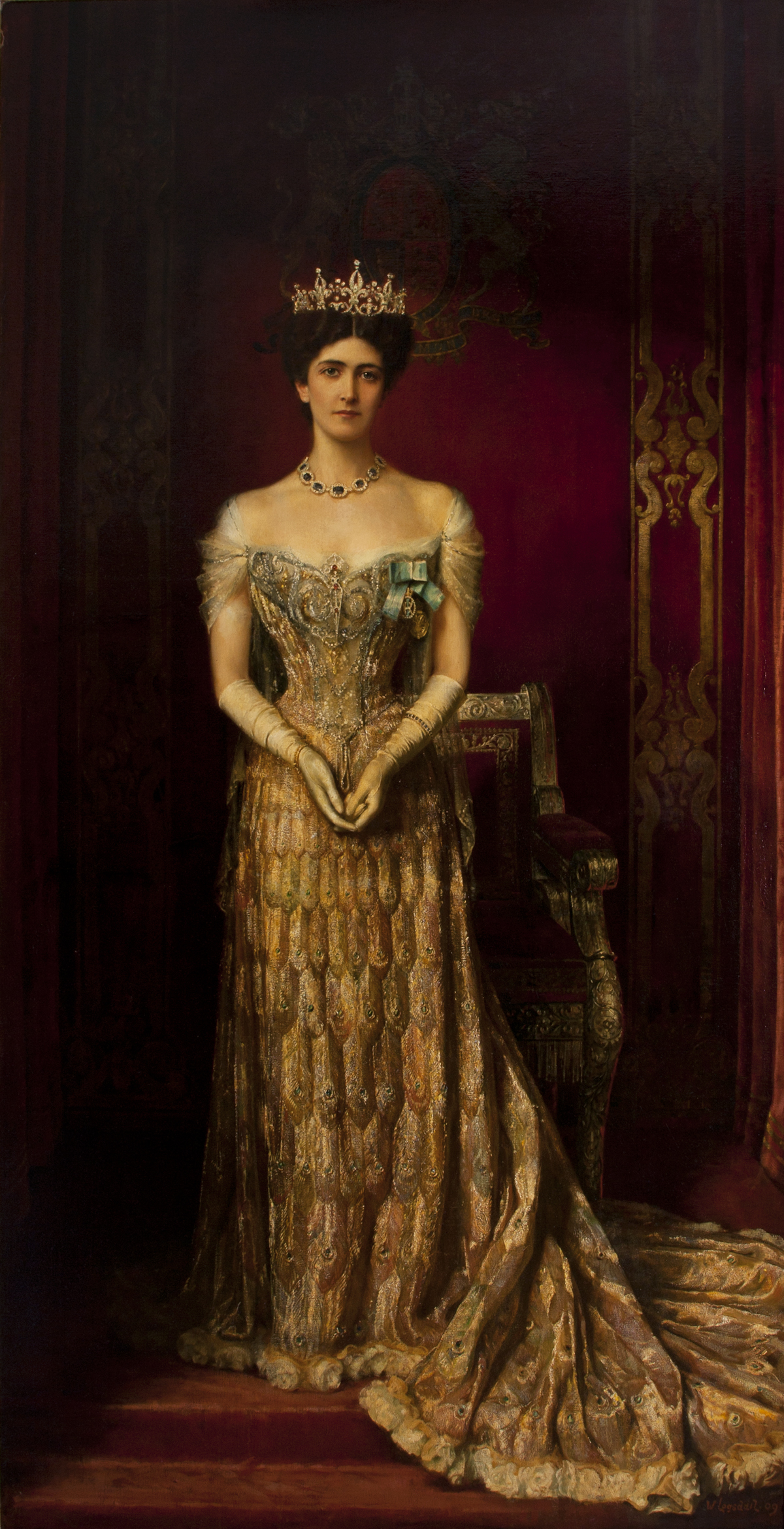
Портрет 1909 г.